# Charles Guené
Charles Guené est un homme politique français, membre du groupe LR, né le 6 avril 1952 à Puteaux.

## Biographie
Directeur juridique d'un groupe de société de luxe pendant 20 ans, puis avocat fiscaliste, il est élu sénateur de la Haute-Marne du 23 septembre 2001 jusqu'au 24 septembre 2023.
Il soutient Nicolas Sarkozy pour la primaire présidentielle des Républicains de 2016.

## Autres mandats
- Maire du Montsaugeonnais de 2016 à 2017
- Maire de Vaux-sous-Aubigny de 1983 à 2015
- Vice-président du Sénat de 2011 à 2014
- Président de l'association des Maires de la Haute-Marne jusqu’en 2017
- Président du PETR du Pays de Langres de 2016 à 2017
- Président de la Communauté de communes d'Auberive Vingeanne et Montsaugeonnais (CCAVM) jusqu’en 2017
- Membre du Comité des finances locales
- Personnalité qualifiée au sein du Conseil supérieur de la Cour des comptes[2]